# ブーメラン (タミヤ)
ブーメランは田宮模型（現・タミヤ）が生産している電動ラジコンバギー。
田宮模型初の4WDバギーとしてリリースされたホットショット、およびその上位機種スーパーショットの弱点を根本的に改良したモデルである。1986年4月30日に15800円で発売された。2008年12月同社より復刻版が発売されている。また1987年10月29日に兄弟車種とスーパーセイバーが発売された。2008年12月同社より復刻版が発売されている。(タミヤのRC製品一覧　ブーメラン)。

## メカニズム
- シャーシ構造：ABS樹脂製バスタブ・モノコック構造
- フロントサスペンション：スタビライザー付きAアームダブルウィッシュボーン独立懸架、CVAオイル封入式ショートタイプダンパー装備（コイルオーバー、横置きモノショック）
- フロントタイヤ：中空ラバー、オーバルブロックパターン
- リヤサスペンション：ダブルウィッシュボーン独立懸架、CVAオイル封入式ロングタイプダンバー装備（コイルオーバー）
- リアサタイヤ：中空ラバー、オーバルブロックパターン
- 駆動方式：シャフト駆動式4WD
- モーター：ミッドシップ、後部ギアボックス左に装備（RS-540SH付属）
- デファレンシャルギア：フロントおよびリア…ベベルギア式、センター…無し、常時直結
- 搭載バッテリー（別売り）：7.2Vストレートパックを横置きで搭載
- ボディ：ポリカーボネート製（レキサン）

*スーパーセイバーも同様の仕様
(ただし、ショートタイプのリヤショックが採用してされており、リアウイングステーレス仕様）
❇︎ウィンガーボディー対応シャシー
(コミックボンボン誌上で販売されていたボディー)

## 長所

### 改良された操舵系統
それまでのホットショット、スーパーショットは操舵用サーボに取り付けられたサーボホーンから直接タイロッドを伸ばして前輪を操舵していたため、バンプステアの発生によりアウト側タイヤの舵角が減少してしまう問題があった。それをこのブーメランでは、まずサーボの動きを左右にスライドするロッドへ伝達し、その両端に取り付けられたタイロッドを介して操舵する、いわゆる「3分割タイロッド」方式を採用し、バンプステアが大幅に減少され、アッカーマン比もほぼ最適化されたことで安定したステアリング特性を得ることができた。

### 向上した整備性
ホットショット、スーパーショットがラジオコントロール装置類を箱型構造のフレーム内へほぼ密閉する形で収めていたのに対し、ブーメランは上半分をオープン構造としたバスタブ形状のフレームを新規に採用したことで、コントロール装置のセッティングにおいてフレームを一々分解するという煩わしさから解放された。また、走行用バッテリーを保持するアンダートレイもFRP製から樹脂製のものに変更し、これを長いロッドで止める構造としたことでバッテリー交換も迅速かつ確実に行うことができた。

### 軽量化された車重
ブーメランは金属製パーツを極力減らし樹脂パーツを多用したこと、メインフレームをバスタブ構造としたことで結果的にビス類の本数も減り、加えてボディもシャーシを覆うような大型かつウェッジシェイプ形状の一体成型となったことで、ホットショットに比して幾分総重量の軽量化、低重心化を果たし、また組み立てやすさも実現している。

## 短所

### 向上しきれなかった操縦特性
ブーメランは前述の通り、改良された操舵系統と軽量化された車重により回頭性は向上したものの、相変わらず俊敏な機動性を苦手としていた。これは標準装備されるタイヤのグリップ力不足、センターデフおよびトルクスプリット機構を持たないフルタイム4WD(当時、田宮模型からはまだトルクスプリット機構が出ていなかった)の影響もあり、コーナリングにおいて相変わらずホットショット同様慢性的なアンダーステアに悩まされるケースが多かった。

### ロスの多かった駆動系
前後のギアボックス、ギア類はホットショットの物をそのまま流用していたため、軸受け類をボールベアリングに換装しても当時ライバル関係にあった京商のオプティマほどのトップスピードの伸びや、バッテリ持続性の向上は期待できず、上記のアンダーステアと相まってホットショット系のレースにおける劣勢感をさらに強める結果となった。

### 低下した防塵性
フレームをオープン構造のバスタブ形状としたため、結果としてタイヤが巻き上げた砂塵がシャーシ内部へ堆積しやすくなり、最悪コントロール装置類に不調を来たしやすくなってしまった(再発売品にはこれを防止するため、透明なダストカバーが同梱される)。

### 熟成不足だった操舵系統
3分割タイロッドによる操舵機構を採用したものの、左右にスライドするロッド部分に砂利や砂塵が入り込みやすく、このため突然操舵不能に陥ることがままあった。
これを受けて後継となるサンダーショット系では、リンク機構としたステアワイパーを採用したことでこの弱点はほぼ払拭された。

## 製造終了
1987年に登場したサンダーショットにその座を譲る形となり、その数年後に市場を撤退した。

## 同系統の製品
- ホットショット
- スーパーショット
- ビッグウィッグ
- ホットショットII
- スーパーセイバー